# تورینگتون
تورینگتون، (به انگلیسی: Torrington Company)، یک شرکت تولیدی آمریکایی بود، که در سال ۱۸۹۹ در شهر تورینگتون، کنتیکت کشور ایالات متحده آمریکا تأسیس شده‌است. 
این شرکت، ابتدا در زمینه تولید سوزن‌های چرخ خیاطی سپس در زمینه تولید انواع یاتاقان‌ها، بلبرینگها و خدمات مرتبط آنها، فعالیت می‌کرد. 
این شرکت ابتدا توسط شرکت اینگرسولرند، سپس توسط شرکت تولید یاتاقان Fafnir  و در نهایت توسط شرکت تیمکن خریداری شد.